# Mioawateria
Mioawateria é um gênero de gastrópodes pertencente a família Raphitomidae.

## Espécies
- †Mioawateria aitanga Grant-Mackie & Chapman-Smith, 1971
- Mioawateria asarotum Sysoev, 1997[3]
- Mioawateria bigranulosa (Okutani, 1964)[4]
- Mioawateria ektonos Morassi & Bonfitto, 2010
- †Mioawateria expalliata (Laws, 1947)
- Mioawateria extensa (Dall, 1881)
- Mioawateria extensaeformis (Schepman, 1913)[5]
- †Mioawateria hondelattensis Lozouet, 2017
- Mioawateria malmii (Dall, 1889)
- †Mioawateria personata (Powell, 1942)
- Mioawateria rhomboidea (Thiele, 1925)
- †Mioawateria sinusigera (Powell, 1942)
- Mioawateria vivens Morassi & Bonfitto, 2013
- Mioawateria watsoni (Dautzenberg, 1889)

Espécies trazidas para a sinonímia
- †Mioawateria depressispira Beu, 1969: sinônimo de Antiguraleus ula (R. B. Watson, 1881)